# Nissan Formula E Team
Het Nissan Formula E Team is een Japans autosportteam dat deelneemt aan de Formule E. Vanaf het seizoen 2022-2023 heeft het een officieel fabrieksteam in deze klasse.

## Geschiedenis
De geschiedenis van het Formule E-team van Nissan gaat terug tot het eerste seizoen van de Formule E. Dat jaar nam Renault, een van de aandeelhouders van Nissan, in samenwerking met het team DAMS deel aan het kampioenschap onder de naam e.Dams Renault. Het team won drie opeenvolgende kampioenschappen bij de teams en werd in het seizoen 2015-2016 met Sébastien Buemi ook kampioen bij de coureurs. In het seizoen 2018-2019 gaf Renault, inmiddels eigenaar van Nissan, hun inschrijving aan de Japanse fabrikant en ging het team verder onder de naam e.Dams Nissan. In deze hoedanigheid werd het in het seizoen 2019-2020 tweede in het constructeurskampioenschap.
In het seizoen 2022-2023 werd e.Dams overgenomen door Nissan, waarmee het een officieel fabrieksteam werd. In het eerste seizoen neemt het deel aan de klasse met Norman Nato en Sacha Fenestraz als coureurs.